# Trophée Harmon
Le trophée Harmon est un ensemble de trois trophées récompensant annuellement les plus exceptionnels aviateur, aviatrice et aéronaute (pilote de ballon ou de dirigeable). Un quatrième trophée, le « National Trophy », fut remis de 1926 à 1938 au plus exceptionnel aviateur de chacun des 21 pays membres, puis de nouveau entre 1946 et 1948 pour honorer les Américains ayant contribué à l'aviation. La récompense fut créée en 1926 par le colonel Clifford B. Harmon, un riche aéronaute et aviateur américain.

Les récompenses furent décrites par Clifford B. Harmon comme : 

« Des récompenses pour les plus grandes réalisations internationales dans les arts et/ou la science de l'aéronautique pour l'année précédente, dont l'art de voler reçoit les première considérations. »

## La Seconde Guerre mondiale et la mort d'Harmon
Avant la Seconde Guerre mondiale, la récompense était administrée par la Ligue internationale des aviateurs, une organisation fondée par Harmon afin de servir d'« agent pour la paix et la sécurité nationale ». La Ligue fut mise en suspens durant la guerre et la mort de Harmon le 25 juin 1945 à Cannes en France laissa les récompenses dans la tourmente. Harmon avait laissé 55 000 $ de sa fortune pour continuer à financer le prix à perpétuité, mais les ayants droit contestèrent le legs. Finalement, un fonds de placement de 48 431 $ fut créé en 1948.
Durant cette période de litige (1945-1948), la section américaine de la Ligue attribua l'International Aviator Trophy à trois figures américaines de l'aviation. Cependant, comme les récompenses n'étaient pas approuvées par les autres sections, celles-ci sont techniquement non valides. De même, ces trois récompenses furent données sans considération pour l'« art de voler », et ne reconnaissait pas une réalisation exceptionnelle en aviation, mais plutôt des représentants de l'industrie aéronautique américaine. Le président Harry Truman s'interrogea sur la récompense remise à Alexander de Seversky, le secrétaire à la Force aérienne Stuart Symington expliquant même qu'« il [de Seversky] n'avait absolument rien fait pour le mériter ». Truman ne prit pas non plus le temps de remettre la récompense de 1948 au directeur général de Trans World Airlines Ralph Damon, ni au pionnier de l'aviation brésilien Francisco Pignatari. Seule la récompense remise en 1946 au président de Pan American World Airways, Juan Trippe ne fit pas débat.
Depuis 1997 ou 1998, la National Aeronautic Association (NAA) est chargée de la remise des récompenses. Aucune récompense n'est plus remise à l'exception de l'Aeronaut Trophy.
Les administrateurs ont débattu de la façon de traiter les vols spatiaux. Liés par la justice à n'offrir que trois trophées, les administrateurs se mirent d'accord dans un premier temps pour considérer que « les prouesses de pilotage des véhicules en orbite terrestre ou dans l'espace serait pris en compte pour le trophée Harmon si le contrôle du véhicule était réalisé par ses pilotes plutôt que par une station au sol ». Le comité consultatif recommanda aux administrateurs d'alterner la remise des Trophées de l'aéronaute entre les aéronautes et les astronautes, mais ceux-ci choisirent de remettre le trophée de l'aviateur aussi bien aux aviateurs qu'aux astronautes. Un cinquième trophée fut créé en 1969 afin de récompenser les réalisations dans le domaine des vols spatiaux.
Certains trophées de l'aviatrice entre 1980 et 1990 furent remis par l'association internationale des femmes pilotes, les Ninety-Nines, suivant les recherches effectuées par Fay Gillis Wells. Ce travail ne fut pas coordonné avec la NAA ou la Smithsonian Institution.
Les récompenses originelles étaient des statues en bronze de 61 cm de haut. Le trophée de l'aviateur représentait l'as de la Première Guerre mondiale Raoul Lufbery à côté d'un aigle et lançant un biplan. La statuette fut créée par le sculpteur Roumanbona M'Divani. Le trophée de l'aviatrice représentait une déesse ailée portant dans ses bras un faucon aux ailes déployées. Le trophée de l'aéronaute fut perdu en Allemagne entre mai 1940 et octobre 1953 et on pensait qu'il avait été vendu pour la ferraille. La statuette de 90 cm de haut et 68 kg représentant cinq aviateurs portant un globe dans leurs bras fut retrouvée dans un magasin d'antiquités et fut donné à la Smithsonian Institution après la remise des récompenses de 1952.

## Liste des personnes récompensées
La liste suivante est incomplète et assemblée à partir des différentes sources. Les catégories Aéronaute, National et Astronaute ne sont pas enregistrées en un seul lieu. La NAA et le National Air and Space Museum de la Smithsonian Institution travaillèrent à assembler et compléter les listes dans le but de les publier pour le 100e anniversaire de la NAA en 2005, cependant ce projet ne fut pas terminé et il apparut que les documents sources d'une période furent détruits.
| Année       | Aviateur | Aviatrice                                                                              | Aéronaute | National (depuis 1949) voir dessous pour les astronautes depuis 1967 |
| ----------- | --- | -------------------------------------------------------------------------------------- | --- | --- |
| 1926        | Lt. Col. Georges Pelletier d'Oisy, France | Pas de récompense remise                                                               | Général Umberto Nobile, Italie | Shirley J. Short, USA, Cdr. Hirosi Abe, Japon ; Maj. Mario de Bernardi, Italie |
| 1927        | Col. Charles Lindbergh, USA | Mary Bailey, GB                                                                        | Commander Charles E. Rosendahl, USA | |
| 1928        | Col. Arturo Ferrarin, Italie | Mary Bailey, GB                                                                        | Dr Hugo Eckener, Allemagne | Carl Ben Eielson ; Charles Kingsford Smith Australie |
| 1929        | Dieudonné Costes, France | Winifred Spooner, GB                                                                   | Dr Hugo Eckener, Allemagne | Maj. James H. Doolittle, USA ; Hugh Grosvenor, Australie |
| 1930        | Dieudonné Costes, France | Amy Johnson, GB                                                                        | Dr Hugo Eckener, Allemagne (dirigeable); Ward T. Van Orman, USA (ballon sphérique)                                                                                    | Lt. Cdr. Frank Hawks ; Lt. Carlos de Haya González de Ubieta, Espagne ; Charles Kingsford Smith, Australie |
| 1931        | Maréchal de l'air Italo Balbo, Italie | Maryse Bastié, France                                                                  | Dr Hugo Eckener, Allemagne (dirigeable) ; Prof. Auguste Piccard, Suisse (ballon sphérique)                                                                            | Clyde Pangborn, USA ; Hugh Herndon, USA ; Ruth Nichols, USA ; Charles Kingsford Smith, Australie ; Bert Hinkler, GB ; Amy Johnson, GB ; Peggy Salaman, GB ; Capt. von Gronau, Allemagne ; Marga von Etzdorf, Allemagne |
| 1932        | Wolfgang von Gronau, Allemagne | Amelia Earhart, USA                                                                    | Prof. Auguste Piccard, Suisse (ballon sphérique) ; Capt. Ernst A. Lehmann, (dirigeable)                                                                               | Roscoe Turner, USA ; Warren D. Williams, USA (dirigeable) ; Lt. Cdr. Charles E. C. Rosendahl, USA (dirigeable) ; Lt. Thomas G. W. Settle, USA (ballon sphérique) ; Lt. Carlos de Haya González de Ubieta, Espagne |
| 1933        | Wiley Post, USA | Maryse Hilsz, France                                                                   | Lt. Cdr. Thomas G. W. Settle, USA (ballon sphérique) ; Dr Hugo Eckener, Allemagne (dirigeable)                                                                        | Anne Morrow Lindbergh, USA ; Lt. Cdr. Charles E. C. Rosendahl, USA (dirigeable) ; Lt. Cdr. Thomas W. G. Settle, USA (ballon sphérique) ; Francesco Agello, Italie ; Mariano Barberan, Espagne (posthume) ; Herberts Cukurs, Lettonie ; Joaquin Collar, Espagne (posthume) |
| 1934        | C. W. A. Scott GB | Hélène Boucher, France (posthume)                                                      | Capt. Ernst A. Lehmann, Allemagne (dirigeable) ; Jeannette Piccard, Suisse (États-Unis) (ballon sphérique)                                                            | Laura Ingalls, USA ; Dean C. Smith, USA ; Lt. Cdr. H. V. Wiley, USA (dirigeable) ; Maj. William E. Kepner, USA (ballon sphérique) ; Edgardo Bonnet, Argentine ; Maria Leloir de Udaondo, Argentine, Charles Kingsford-Smith, Australie, Teddy Franchomme, Belgique ; Ernest Demuyter, Belgique, Mlle. S. Lippens, Belgique ; Michael Hansen, Danemark ; U. Makela, Finlande ; Jean Mermoz, France ; Raymond Delmotte, France ; Germain Bonnet, France ; Heini Dittmar, Allemagne ; Hans Kurt Fleming, Allemagne ; Elly Beinhorn, Allemagne ; K. D. Parmentier, Pays-Bas ; Francesco Agello, Italie ; Momosaburo Shinno, Japon ; Choko Mabuchi, Japon ; Kikuko Matsumoto, Japon ; Capt. Jerzy Bajan, Pologne ; Franciszek Hynek, Pologne ; Humberto da Cruz, Portugal ; Herman Baron, San Salvador; Luang Prung Prechakas, Siam ; Ramon Torres, Espagne ; Walter Mittelholzer, Suisse |
| 1935        | Capt. Edwin Musick, USA | Jean Batten, GB (Nouvelle-Zélande) ; Amelia Earhart, USA                               | Capt.Orvil Arson Anderson, USA ; Capt.Albert William Stevens USA (ballon sphérique) ; Capt. Hans von Schiller, Allemagne (dirigeable)                                 | Arnold Looz-Corswarem, Belgique ; Michael Hansen, Danemark ; Harry Frank Broadbent, GB (Australie) ; André Japy, France ; Bertha Alisch, Allemagne ; Elly Beinhorn, Allemagne ; Mario Stoppani, Italie; Casimiro Babbi, Italie ; Marchesa Carina Negrone, Italie ; Hoja Dzenitis, Lituanie ; Gomez Namorado, Portugal ; Juan Ignacio Pombo, Espagne |
| 1936        | Howard Hughes, USA | Jean Batten, GB (Nouvelle-Zélande)                                                     | Capt. Ernst A. Lehmann, Allemagne; Ernest Demuyter, Belgique | Louise Thaden, USA ; James Diamond, USA ; Carl Götze, Jr., Allemagne ; Harry Frank Broadbent, GB (Australie) |
| 1937        | Henry T. Merrill, USA | Jean Batten, GB (Nouvelle-Zélande)                                                     | Pas de récompense remise | Jacqueline Cochran, USA ; Howard Hughes, USA |
| 1938        | Howard Hughes, USA | Jacqueline Cochran, USA                                                                | Pas de récompense remise | Lt. Col. Robert Olds, USA (Diplôme d'honneur) ; Roscoe Turner, USA ; Capt. Kellett et équipage, GB ; Michael Hansen, Danemark ; Maurice Rossi, France ; Élisabeth Lion, France ; Capt. Alfred Henks, Allemagne ; Hanna Reitsch, Allemagne ; Lt. Col. Mario Pezzi, Italie ; Maj. Yuzo Fujita, Japon ; Capt. Viktors Eglitis, Lettonie ; Victor Alfredo Lara, San Salvador ; Maj. Tonnard, Belgique (ballon sphérique) ; Capt. Max Pruss, Allemagne (dirigeable) ; Capt. Antoni Janusz, Pologne (ballon sphérique) |
| 1939        | Maj. Alexander P. de Seversky, USA | Jacqueline Cochran, USA                                                                | Pas de récompense remise | |
| 1945        | |                                                                                        | | Francisco Pignatari, Brésil |
| 1946        | |                                                                                        | | Juan T. Trippe, USA |
| 1947        | |                                                                                        | | Alexander P. de Seversky, USA |
| 1948        | |                                                                                        | | Ralph S. Damon |
| 1949        | |                                                                                        | | Louis A. Johnson |
| 1940 à 1949 | Lt. Gen. James H. Doolittle, USA ; Geoffrey de Havilland, GB (posthume) (Citation de mention honorable) ; Capt. Charles E. Yeager, USA (Citation de mention honorable) | Jacqueline Cochran, USA ; Pauline Gower, GB (posthume) (Citation de mention honorable) | Vice-amiral Charles E. Rosendahl, USA; Charles Dollfus, France (Citation de mention honorable) ; Lt. Howard R. Walton, USA (posthume) (Citation de mention honorable) | |
| 1950        | Col. David C. Schilling, USA | Pas de récompense remise                                                               | Pas de récompense remise | Trophée National plus attribué après 1949 |
| 1951        | Capt. Charles F. Blair Jr, USA | Jacqueline Auriol, France                                                              | Lt. Carl J. Seiberlich, USA | |
| 1952        | Col. Bernt Balchen, USA (Norvégien de naissance) | Jacqueline Auriol, France                                                              | Walter L. Massic, USA | |
| 1953        | Maj. Charles E. Yeager, USA | Jacqueline Cochran, USA                                                                | Pas de récompense remise | |
| 1954        | James F. Coleman, USA | Pas de récompense remise                                                               | Capt. Marion H. Eppes, USA | |
| 1955        | Group Capt. John Cunningham,GBK | Jacqueline Auriol, France                                                              | Lt. Cdr. Charles A. Mills, USA | |
| 1956        | Lt. Col. Frank K. Everest Jr., USA | Jacqueline Auriol, France                                                              | Lt. Cdr. Malcolm D. Ross, USA ; Lt. Cdr. Morton L. Lewis, USA | |
| 1957        | Gen. Curtis E. LeMay, USA | Pas de récompense remise                                                               | Cdr. Jack R. Hunt, USA | |
| 1958        | Maj. André Turcat, France | Pas de récompense remise                                                               | | |
| 1959        | Capt. Joe B. Jordan, USA | Pas de récompense remise                                                               | Capt. Joseph Kittinger, USA | |
| 1960        | Albert Scott Crossfield, USA ; Capt. Joseph Albert Walker, USA ; Maj. Robert Michael White, USA                                                                        | Pas de récompense remise                                                               | | |
| 1961        | Lt. Col. William R. Payne, USA | Jacqueline Cochran, USA                                                                | Cdr. Malcolm D. Ross, USA ; Lt. Cdr. Victor E. Prather, USA (posthume)                                                                                                | |
| 1962        | Maj. Fitzhugh L. Fulton Jr., USA | Pas de récompense remise                                                               | Nini Boesman, Pays-Bas (annulé plus tard), | |
| 1963        | Maj. Gordon Cooper, USA | Betty Miller, USA                                                                      | Pas de récompense remise | |
| 1964        | Max Conrad, USA | Joan Merriam Smith, USA (posthume)                                                     | Pas de récompense remise | |
| 1965        | Commander James Lovell Jr. ; Lt. Col. Frank Borman ; Capt Walter M. Schirra ; Maj. Thomas Stafford (USA)                                                               | Pas de récompense remise                                                               | | |
| 1966        | Cmdr. James Lovell Jr. ; Maj. Edwin E. Aldrin ; Maj. Edward White II (USA)                                                                                             | Sheila Scott, GB                                                                       | Pas de récompense remise | |
| 1967        | Major William J. Knight, USA | Pas de récompense remise                                                               | | Astronaute |
| 1968        | Maj. Jerauld R. Gentry, USA | Pas de récompense remise                                                               | | Col. Frank Borman ; Capt. James Lovell ; Lt. Col. William Anders (USA) |
| 1969        | Sqd. Leader Thomas Lecky-Thompson, GB ; Sqd. Leader Graham Williams, GB                                                                                                | Turi Widerøe ; Norvège                                                                 | Pas de récompense remise | Neil Armstrong ; Buzz Aldrin; Michael Collins |
| 1970        | Brian Trubshaw, GB; André Turcat, France | Sheila Scott, GB                                                                       | Pas de récompense remise | |
| 1971        | Lt. Col. Thomas B. Estes, USA ; Lt. Col. Dewain C. Vick, USA | Geraldyn Cobb, USA                                                                     | Pas de récompense remise | |
| 1972        | Lt. Col. Edgar L. Allison, USA | Pas de récompense remise                                                               | Pas de récompense remise | |
| 1973        | Col. Edward J. Nash, USA | Pas de récompense remise                                                               | Malcolm S. Forbes, Sr., USA | Capt. Charles Conrad, Jr. ; Capt. Paul J. Weitz ; Capt. Joseph Kerwin (USA) |
| 1974        | |                                                                                        | | |
| 1975        | Lt. Col. Herbert M. Fix, USA | Marion Rice Hart, USA                                                                  | | |
| 1976        | Pas de récompense remise | Pas de récompense remise                                                               | | |
| 1977        | Pas de récompense remise | Pas de récompense remise                                                               | | |
| 1978        | Pas de récompense remise | Pas de récompense remise                                                               | | |
| 1979        | Bryan Allen, USA | Pas de récompense remise                                                               | | |
| 1980        | Lt. John Currier, USA | Pas de récompense remise                                                               | | |
| 1981        | Jerry Foster, USA | Janice Brown, USA                                                                      | | John Watts Young ; Capt. Robert Crippen, Col. Joseph H. Engle ; Capt. Richard Truly (USA) |
| 1982        | Dormon Cannon, USA; | Pas de récompense remise                                                               | | |
| 1983        | Pas de récompense remise | Sally Ride, USA                                                                        | | |
| 1984        | Barry Goldwater | Brooke Knapp, USA                                                                      | | |
| 1985        | Pas de récompense remise | Pas de récompense remise                                                               | | |
| 1986        | Jon Iseminger, USA | Jeana Yeager, USA                                                                      | | |
| 1987        | Allen E. Paulson, USA | Lois McCallin, USA                                                                     | | |
| 1988        | Kanéllos Kanellópoulos, Grèce | Anne Baddour, USA                                                                      | Per Lindstrand, Suède | |
| 1989        | Capt. George A. Hof Jr., USA ; Dr Max E. Shauck, USA | Gaby Kennard, Australie                                                                | | |
| 1990        | Pas de récompense remise | Pas de récompense remise                                                               | | Vladimir Titov, Musa Manarov, Russie |
| 1991        | Pas de récompense remise | Pas de récompense remise                                                               | | |
| 1992        | Pas de récompense remise | Pas de récompense remise                                                               | | |
| 1993        | | Pas de récompense remise                                                               | | Vance D. Brand, USA |
| 1994        | Pas de récompense remise | Pas de récompense remise                                                               | | |
| 1995        | Pas de récompense remise | Eileen Collins, USA                                                                    | | |
| 1998        | | Pas de récompense remise                                                               | Steve Fossett | |
| 1999        | Don Cameron |                                                                                        | Bertrand Piccard, Suisse; Brian Jones, GB | |
| 2000        | | Pas de récompense remise                                                               | David Hempleman-Adams | |
| 2001        | | Jennifer Murray, GB                                                                    | Richard Abruzzo | |
| 2002        | | Pas de récompense remise                                                               | Steve Fossett | |
| 2003        | | Pas de récompense remise                                                               | Richard Abruzzo | |
| 2004        | | Pas de récompense remise                                                               | David Hempleman-Adams | |
| 2005        | | Pas de récompense remise                                                               | Carol Rymer Davis, Richard Abruzzo | |
| 2006        | | Pas de récompense remise                                                               | Pas de récompense remise | |
| 2007        | | Pas de récompense remise                                                               | David Hempleman-Adams | |
| 2008        | |                                                                                        | Pas de récompense remise | |
| 2009        | |                                                                                        | Pas de récompense remise | |
| 2010        | |                                                                                        | Pas de récompense remise | |
| 2011        | |                                                                                        | John Petrehn | |
| 2012        | |                                                                                        | Pas de récompense remise | |
| 2013        | |                                                                                        | Pas de récompense remise | |
| 2014        | |                                                                                        | Pas de récompense remise | |
| 2015        | |                                                                                        | Troy Bradley, Leonid Tiukhtyaev | |
| 2016        | |                                                                                        | Pas de récompense remise | |
| 2017        | |                                                                                        | Pas de récompense remise | |
| 2018        | |                                                                                        | Nicolas Tièche, Laurent Sciboz | |
| Année       | Aviateur | Aviatrice                                                                              | Aéronaute | Astronaute |